# Microtus fortis
Campagnol de Reed
Espèce
Statut de conservation UICN

 LC  : Préoccupation mineure
Le campagnol de Reed  (Microtus fortis) est une espèce de petits rongeurs de la famille des Cricetidés. On la trouve dans le nord et le centre de l'Eurasie, y compris le nord de la Chine et la péninsule Coréenne. Cette espèce est un peu plus grande que la plupart des autres campagnols.

## Description
Le campagnol de Reed est un des plus grands campagnols du genre Microtus. Les adultes atteignent une longueur, de la tête et du corps, de 120 à 139 mm avec une queue de 48 à 67 mm. La fourrure de son dos est fauve-brun et ses flancs sont bruns, mélangeant progressivement avec du gris dans les parties inférieurs. La face supérieure de ses pieds est brun-clair et sa queue est bicolore, la partie supérieure étant brun-foncé et la partie inférieure blanche.

## Distribution
Le campagnol de Reed est originaire d'Asie Orientale. Sa zone de répartition comprend la région russe de Transbaïkalie, le bassin du fleuve Amour, le nord de la Mongolie, l'est et le nord de la Chine, la Corée du Nord et du Sud. Ses principales habitats sont la steppe et la steppe boisée ou il se trouve à proximité
des lacs, des cours d'eau, dans la végétation dense, les prairies et les marais. Son altitude maximale est d'environ 2 000 mètres.

## Sous-espèces
Le campagnol de Reed possède 7 sous-espèces décrites et 2 autres probable :
- Microtus fortis calamorum (Thomas, 1902)
- Microtus fortis dolichocephalus (Mori, 1930)
- Microtus fortis fortis (Büchner, 1889)
- Microtus fortis fujianensis (, 1981)
- Microtus fortis michnoi (Loukashkin, 1938)
- Microtus fortis pelliceus (Thomas, 1911)
- Microtus fortis uliginosus (Jones & Johnson, 1955)
- Microtus fortis saxatilis ? (Pallas, 1779)
- Microtus fortis superus ? (Thomas, 1911)

## Statut
Le campagnol de Reed est une espèce qui ne présente aucune menace particulière, c'est pour cela que la Union internationale pour la conservation de la nature a évalué son état de conservation comme étant de « préoccupation mineure ».